# ガンプレイ
ガンプレイ (Gunplay、本名: リチャード・モラレス・ジュニア、1979年7月18日 - ) は、アメリカ合衆国フロリダ州出身のラッパーである。リック・ロスの主催するレーベルMaybach Musicと契約を結んでおり、彼が結成したラップグループ"トリプル・シーズ"のメンバーでもある。
2015年には、デビューアルバム『Living Legend』をリリースした。

## ディスコグラフィー
スタジオ・アルバム
- Living Legend (2015年)
- The Plug (2017年)
- Haram (2018年)
- ACTIVE (2019年)